# The Royal Family of Broadway
The Royal Family of Broadway (pt: A Família Real de Broadway) é um filme estadunidense de 1930, do gênero comédia, dirigido por George Cukor e Cyril Gardner. Trata-se de uma paródia não muito disfarçada da família Barrymore, o grande clã do mundo do entretenimento, com roteiro baseado na peça The Royal Family, de Edna Ferber e George Kaufman. A peça estreou na Broadway em dezembro de 1927 e foi um enorme sucesso, apesar de ter incorrido na ira da formidável Ethel Barrymore, que moveu um processo contra os autores.

## Sinopse
Os Cavendishes, influente família de atores da Broadway, estão em vias de desintegrar-se: Julie pensa em aposentar-se e fugir para a América do Sul com um antigo amor, o ricaço Gilmore; sua filha Gwen está indecisa entre a carreira e um casamento convencional; e seu turbulento irmão Tony enfrenta problemas com Hollywood. Quando a casa está a pique de ruir, a matriarca Fanny, que teimosamente ainda atua, faz um convincente apelo à razão, direto de seu leito de morte.

## Elenco
| Ator/Atriz        | Personagem       |
| ----------------- | ---------------- |
| Ina Claire        | Julie Cavendish  |
| Fredric March     | Tony Cavendish   |
| Mary Brian        | Gwen Cavendish   |
| Henrietta Crosman | Fanny Cavendish  |
| Charles Starrett  | Perry            |
| Arnold Korff      | Oscar Wolfe      |
| Frank Conroy      | Gilmore Marshall |

## Principais prêmios e indicações
| Prêmio            | Categoria(s) Indicada(s)    | Categoria(s) Premiada(s) |
| ----------------- | --------------------------- | ------------------------ |
| Oscar (1930-1931) | Melhor Ator (Fredric March) | ---                      |